# American Society of Composers, Authors, and Publishers
American Society of Composers, Authors, and Publishers (ASCAP) är en organisation som bevakar upphovsrätten för amerikanska kompositörer, motsvarande svenska Stim.